# Klaus Rademann
Klaus Rademann (* 1953) ist ein deutscher Physikochemiker.
Ab 1974 studierte er Chemie an der Freien Universität (FU) Berlin. Im Jahr 1981 schloss er das Studium als Diplom-Chemiker ab und begann seine Promotionsarbeit in Physikalischer Chemie im Arbeitskreis von Helmut Baumgärtel. Die Arbeit war dem Thema der resonanten 2-Photonen-Ionisation von aromatischen Molekülen und Van-der-Waals-Clustern im Überschalldüsenstrahl gewidmet und wurde im Jahr 1983 erfolgreich beendet. Die folgenden drei Jahre (1983–1985) verbrachte Klaus Rademann einen Postdoc-Aufenthalt als Stipendiat der Max-Planck-Gesellschaft an der Universität Tel Aviv in Israel, bei Joshua Jortner. 1989 konnte er sich als Liebig-Stipendiat im Arbeitskreis von Friedrich Hensel in Marburg habilitieren. Seine Arbeit trägt den Titel Vom Atom zum Metall: Der Nichtmetall-Metall-Übergang in isolierten Quecksilberclustern. Im Anschluss an die Habilitation lehrte Rademann von 1990 bis 1993 als Privatdozent in Physikalischer Chemie an der Philipps-Universität Marburg und ist seit 1993 Professor für physikalische und theoretische Chemie an der Humboldt-Universität zu Berlin. 1998 wurden seine Arbeiten mit dem Gottfried-Wilhelm-Leibniz-Preis der Deutschen Forschungsgemeinschaft ausgezeichnet.

## Ehrungen
- 1970 Study Award (BASF)
- 1983 Minerva Stipendium
- 1985 Liebig Habilitations-Stipendium des Fonds der Chemischen Industrie
- 1988 Chemiepreis der Akademie der Wissenschaften zu Göttingen
- 1989 Stipendium der Max-Planck-Gesellschaft
- 1990 Otto-Klung-Preis für Chemie, der Freien Universität Berlin
- 1991 Stipendium der Karl-Winnacker-Stiftung (Hoechst AG)
- 1998 Leibniz-Preis der DFG
- 2014 Preis für gute Lehre der Humboldt-Universität zu Berlin